# Піц-Баділе
Піц Баділе (ромш. Piz Badile, італ. Pizzo Badile) — гора-тритисячник у хребті Брегалья (або Бергельські Альпи — німецькою) у швейцарському кантоні Граубюнден та італійському регіоні Ломбардія; кордон між двома країнами проходить по вершині гори. її північно-східна стіна, яка височіє над швейцарською долиною Брегалья поблизу Сольо, вважається однією з 6 великих північних стін Альп.

## Назва
«Піц» — це ретороманське та ломбардійське слово для вершини, «Баділе» італійською означає 'лопата') (ймовірно походить від вигляду гори з долини Брегалья).

## Опис
Гора має висоту 3308 м над рівнем моря та здіймається між долинами Бондаска на півночі, Сайтенталь (яка належить до долини Брегалья) та Масіно на півдні; остання належить до басейну річки Адди.
Піц Баділе є домінуючою вершиною у гірській групі Бондаска, яка сильно розрізана ущелинами, але насправді найвищою вершиною групи є Піц Ценгало (3369 м над рівнем моря), розташований у 1 км на схід. Знаменитий північний край Піц Баділе підіймається між двома розірваними льодовиками, Валдрек де ла Трубінаска на заході та Валдрек дал Ценгал на сході («валдрек» місцевою говіркою означає «льодовик»). Особливо вражаючими є кам'яні пластини на північно-східній стіні висотою падіння 700 м. Саме вони своєю схожістю з лопатою далі горі її назву.
Гора, як і весь хребет Брегалья складається з так званого бергельського граніту, граніту з видимо великими кристалами польового шпату (петрографічно правильна назва цього каменю — гранодіорит). Рідка магма просочилась у третинному періоді, близько 30 млн років тому, на глибині бл. 20 км у Пеннінському насуві. Внаслідок зіткнення плит вздовж Інсубрійської лінії, зори розлому третинного періоду у південних Альпах, і відповідного орогенезу бергельський граніт опинився на поверхні.

## Маршрути та сходження

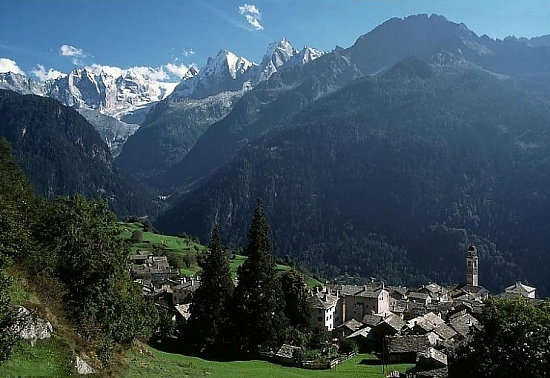
Вид на Сольо у долині Брегалья з горами Шіора (зліва), Піц Ценгало (зліва посередині) та Піц Баділе (посередині)

Разом зі своїми горами-сусідами, Піц Баділе є однією з найвідоміших альпійських гір для скелелазів.
Стандартний маршрут веде з півдня, від італійського прихистку Джанетті у верхній частині долини Масіно до вершини (складність II). Саме по південному схилу вперше була підкорена вершина Піц Баділе 1867 року В. А. Б. Куліджем з гірськими гідами Франсуа та Анрі Девуасудами.
Два класичні маршрути на вершину Піц Баділе — північний кряж (або просто «кряж Баділе») та маршрут Кассіна по північно-східній стіні.
Вихідним пунктом для сходження з півночі, зі швейцарської сторони, є прихисток Саск Фьюра (1904 метри над рівнем моря) Швейцарського альпійського клубу, до якого можна дістатися з долини Брегалья долиною Бандаска. Від прихистку маршрут веде по гострому північному кряжу (складність IV, один пітч V-) прямо на вершину. Північний кряж Баділе є одним з найбільш красивих та улюблених маршрутів по кряжах в Альпах. Офіційно вважається, що він був вперше пройдений 4 серпня 1923 року Альфреддом Цюрхером з гідом Вальтером Рішем. Але розвіданий він був ще 1892 року швейцарським гідом Крістіаном Клакером (пізніше він вперше піднявся по західному- південно-західному кряжу Баділе з Антоном фон Риджевскі та МюБартарією 14 червня 1897 р.). При другому підйомі, 18 липня 1926 року, Ф. л'Орса та Андре Рох знайшли пряміший маршрут по північному кряжу.
Найбільш популярним маршрутом по північно-східній стіні є маршрут Кассіна (V+/A0 або VI+), названий на честь його першого підкорювача Рікардо Кассіна, який піднявся ним з В.Ратті та Дж. Еспосіто, а також командою з Комо Маріо Молтені та Джузеппе Вальсеккі 14–16 липня 1937. Молтені та Вальсеккі вже перебували на стіні, коли Кассін з командою розпочали підйом, але альпіністи об'єднали зусилля. У цій відомій альпійській трагічній історії, Молтені помер від виснаження та впливу погодних умов на вершині, а Валсеккі помер при спуску по південному кряжу незадовго до досягнення прихистку.

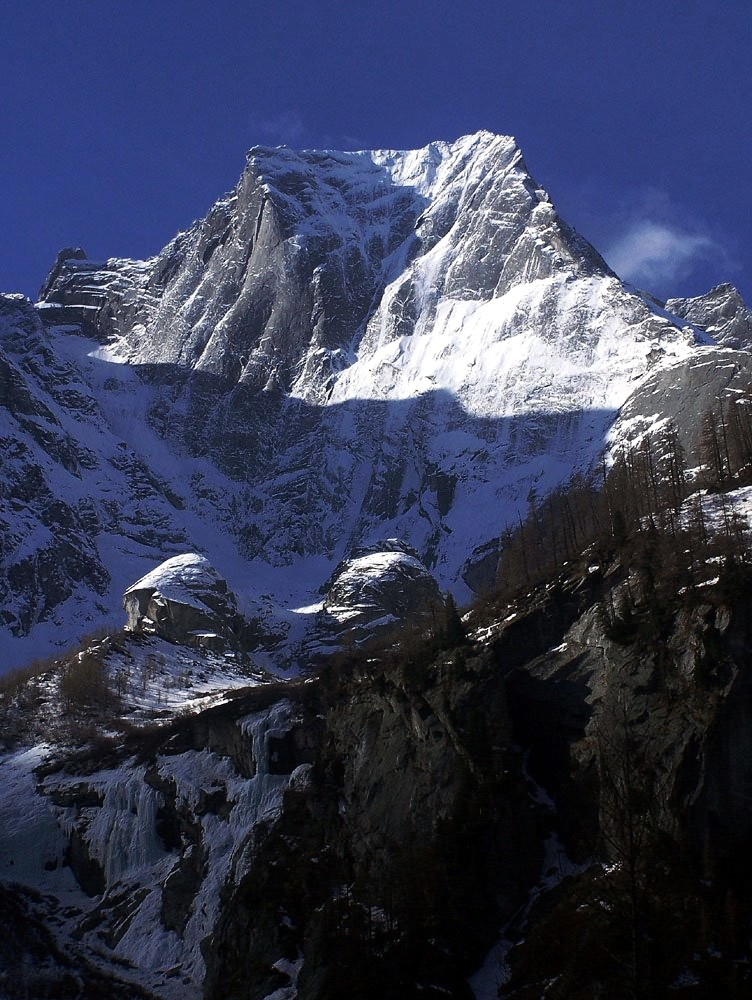
Піц Баділе з долини Бондаска
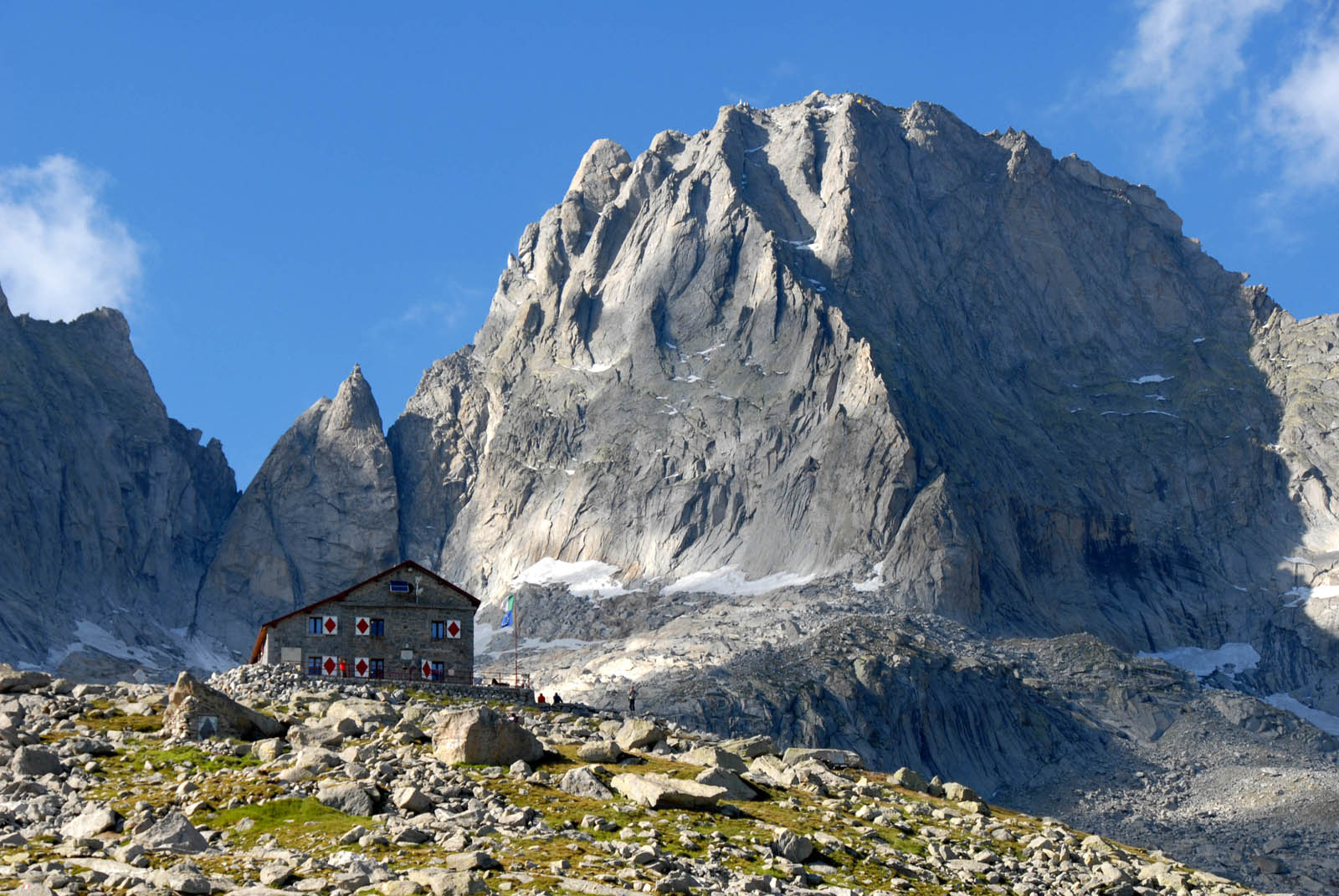
Пій Баділе та прихисток Джанетті з півдня

## Прихистки
- Джанетті (2 534 м.н.м.)
- Саск Фьюра (1 904 м.н.м.)
- Шіора (2 118 м.н.м.)